# Лапшин Василь Іванович
Василь Іванович Лапшин (нар. 1809 — пом. 23 вересня 1888) — професор фізики Харківського та Новоросійського університетів. 

## Життєпис
На службу вступив 1 травня 1835 року, 1 серпня 1835 року призначений викладачем по кафедрі фізики Харківського університету, згодом був там же професором. 19 липня 1863 року вийшов у відставку, 1 травня 1865 року призначений на 5 років професором в Новоросійський університет; відслуживши цей термін, вийшов у відставку і до кончини жив переважно у Феодосії. В. І. Лапшин був людиною гаряче і беззавітно відданою науці, якою цікавився і займався до останніх днів життя. У Харківському університеті він влаштував величезну гальванічну батарею (з 950 елементів), влаштував особливий анемометр; кілька надрукованих ним статей стосуються клімату міста Харків, досліджень води Чорного моря, електричних телеграфів.
Він вперше здійснив електричне освітлення деяких вулиць Харкова, працював над проектом міського водогону.
За його ініціативи на кошти мешканців Феодосії споруджено церкву святої Єкатерини.
Був похований на Першому Християнському цвинтарі. 1937 року комуністичною владою цвинтар було зруйновано. Достеменно відомо лише про деякі перепоховання зі Старого цвинтаря, а дані про перепоховання Лапшина відсутні.

## Наукові труди
Головні його праці: «Опыт математического изложения физики» (Харьков, 1840); «Гальванические опыты, произведенные в Харьковском университете в 1859 г.» (М., 1860); «Лунное течение и разные способы определения св. Пасхи» (СПб., 1879).